# Easington (Durham)
Easington, ook Easington Village,  is een civil parish in de Engelse unitary authority Durham. De plaats telt 2.302 inwoners.

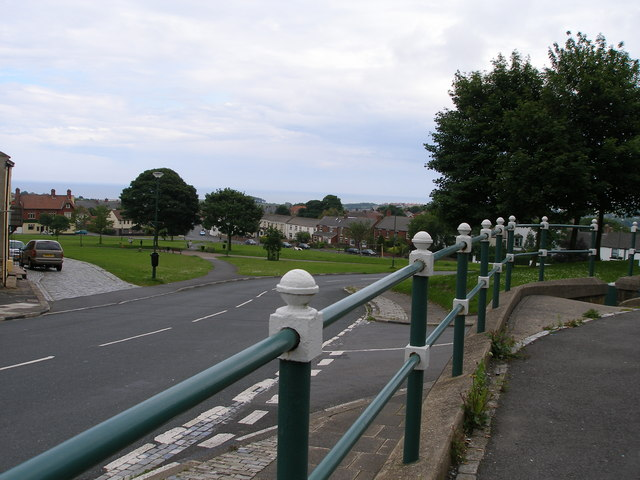
Village Green
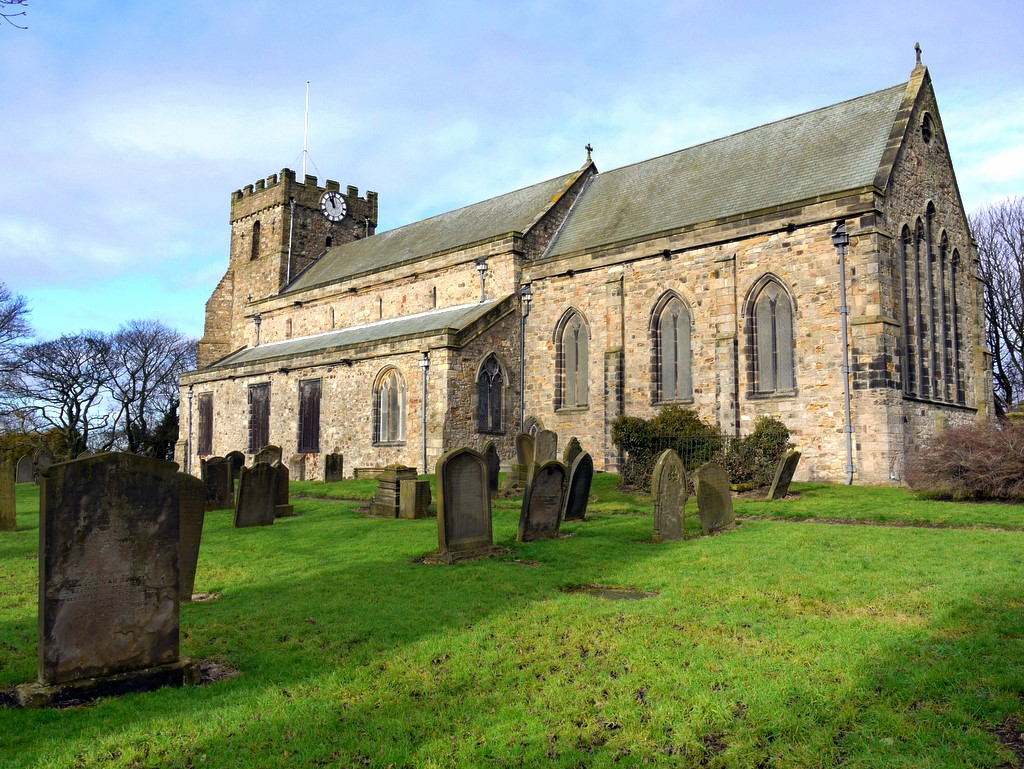
Parish Church St Mary the Virgin
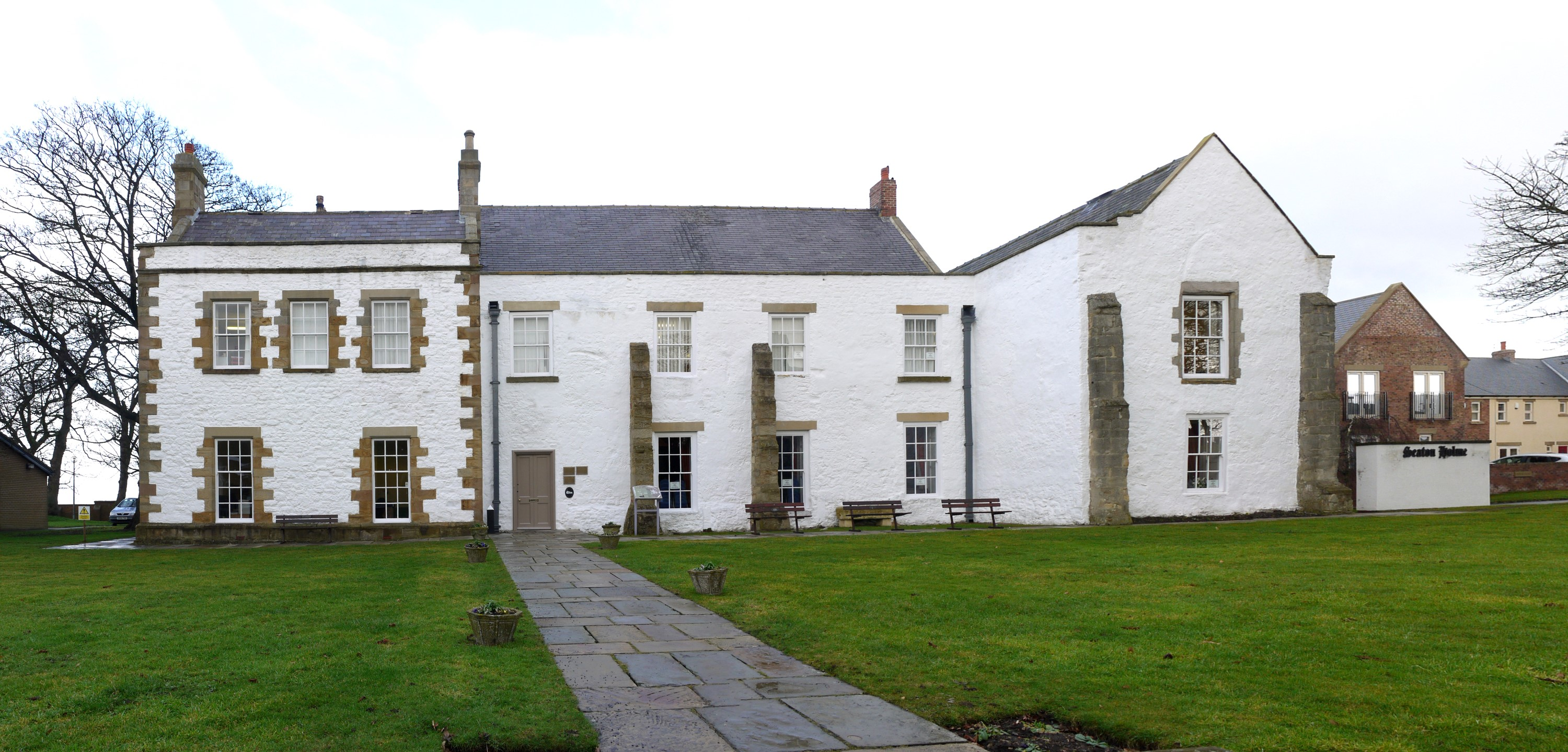
Seaton Holme
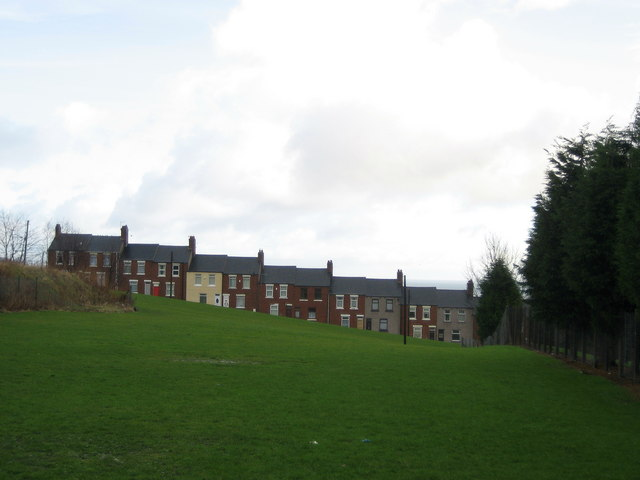
Avon Street